# 埼玉県立南稜高等学校
埼玉県立南稜高等学校（さいたまけんりつ なんりょう こうとうがっこう）は、埼玉県戸田市美女木にある公立高等学校。また、2005年～2007年に、文部科学省よりスーパーイングリッシュハイスクール（SELHi）に指定された。

## 概要[1]
生徒数は男子:女子が1:2で、女子のみの学級が2クラス作られている。
学校名の南稜の「稜」とはエッジを指し、所在する戸田市が埼玉県の最南部に位置し、荒川を隔てて東京都と接していること及び誘致した戸田市と蕨市が古くから互恵の関係にあるために名付けられたものとしている。
開学時期から、埼玉県の姉妹州であるオーストラリアクィーンズランド州から英語講師を招いたり、地元ロータリークラブや学校PTAとの協力により、留学生のホームステイなどを行ってきた。これらの活動により、新たな専門制後期中等教育コースが認められるようになったことから、外国語コース（現：外国語科、主要授業科目：英語）の新設が認められることになった。
校章は、オリーブをかたどったものとなっている。これは、学校が設置されることになった用地（当時所有：戸田市土地公社、東京外環自動車道を建設するための最初の用地の一つ）にオリーブの木が生えていたことによる。この縁によって、香川県立小豆島高等学校との間で姉妹校となっており、両校ともに修学旅行時には交流会が開かれる。小豆島高等学校からはオリーブの木が贈呈され、現在も順調に生育している。しかし、近年では、交流会の開催が行われていない。

## 沿革
- 1979年（昭和54年）- 開校準備室を埼玉県立戸田高等学校（現：埼玉県立戸田翔陽高等学校）内に設置
- 1980年（昭和55年）- 埼玉県立南稜高等学校開校。普通科、定員270名、6クラス
- 1981年（昭和56年） - 校舎・体育館落成。普通科、定員450名、10クラス
- 1982年（昭和57年） - LL教室施設完成。クラブハウス、食堂等が入る施設が落成。
- 1983年（昭和58年） -  屋外プール落成。現在の施設と同じになる。
- 1989年（平成元年）- 普通科・外国語コース（2クラス）を設置
- 1996年（平成8年）- 普通科・外国語コースを外国語科（1クラス）に学科転換
- 2005年（平成17年）- 文部科学省のスーパーイングリッシュハイスクール（SELHi）に指定。

## 進路指導[3]
- 大学、短大、専門学校等への進学、そして就職のすべての進路選択者を、開校以来毎年必ず輩出してきた。すべての進路に対応していることが本校の特色である。
- 近年の傾向として、短大、専門学校への進学が減少し、4年制の大学への進学が増え、平成28年度には約62%になり、短大、専門学校もあわせた現役進学者が9割に達している。また、就職の求人は毎年500件ほど来ているものの、就職を選択した者は毎年5人未満とかなり少ない。

## 学校行事
- 基本的に、5月に体育祭、11月にロードレース大会、12月に球技大会が行われる。[4]
 ロードレースは道満グリーンパーク・彩湖周回道路で行われ、男子が15km、女子が10kmを走る。
- 9月に文化祭（オリーブフェスティバル）が行われる

## 部活動[5]
体育館に柔道場はあるものの、武道系は剣道部のみで柔道部などは存在しない。また、生徒は1年生の夏休みまではいずれかの部に所属することが義務付けられている。

### 運動部
- 男子サッカー部
- 女子サッカー部
- ボート部（男女）
- 野球部
- 男子テニス部
- 女子テニス部
- ソフトテニス部
- バドミントン部（男女）
- 男子バスケットボール部
- 女子バスケットボール部
- 男子バレーボール部[6]
- 女子バレーボール部
- 水泳部（男女）
- 陸上競技部（男女）
- 卓球部（男女）
- 剣道部（男女)[7]
- ソフトボール部

### 文化部・特別部
- バトントワリング部
- ホームメイキング部
- 英会話部
- 吹奏楽部
- 合唱部
- インターアクト部
- 書道部
- 茶道部
- 演劇部
- 生物部
- アニメーション研究部
- 美術部
- 邦楽部
- 華道部
- パソコン+写真部

## その他

### 教育目標
- 知性を高め、豊かな情操を培い、たくましい体力と気力を養い、21世紀と国際社会を、自信と誇りをもって生きる若人を育成する。

### 姉妹校
- 香川県立小豆島高等学校

### 教育プログラム
- 初期の卒業生は、林間学校で「国立青年の家」（静岡県御殿場市）へ、臨海学校で静岡県戸田村（現：静岡県沼津市）へ出かけた。
- 外国語学科は、専門性後期中等教育プログラムとして新設されたもので、主要授業科目を英語に絞って行うコースのこと。最大の目的は、TOEFLなどを受験し進学などに生かすこと。

## 著名な卒業生
- 清宮海斗 - プロレスラー
- 近藤あや - モデル、タレント
- 高橋薫 - 元プロ野球選手（投手）
- 立川談春 - 落語家 中退
- 成田凌 - 俳優
- 沼田識史 - 現代美術家
- 南萌華 - プロサッカー選手（なでしこジャパン）
- 盛川あきこ - グラビアアイドル
- 横田ひかる - ファッションモデル
- 遊馬ジェシー（元プロ野球選手）

## 交通
- 埼京線北戸田駅から徒歩15分
- JR南浦和駅西口より、国際興業バス「イオン北戸田ショッピングセンター行き」に乗車し、「イオン北戸田ショッピングセンター」下車（乗車時間約12分）、徒歩5分